# Yahoo! Mash
Provável sucessor do Yahoo! 360°, o Yahoo! Mash é uma rede social do Yahoo! lançado em setembro de 2007. Ainda em estágio beta fechado, a Yahoo! Brasil afirmou que estaria disponibilizando em 2008, o Yahoo! Mash Brasil, a versão brasileira da rede social.

Atualmente, o sistema não está mais disponível e encontra-se finalizado desde 2008.